# 毛萼八蕊花
毛萼八蕊花（学名：Sporoxeia hirsuta）为野牡丹科八蕊花属下的一个种。

## 扩展阅读
- 維基物種上的相關：毛萼八蕊花